# Noordpeene
Noordpeene là một xã ở trong tỉnh Nord ở miền bắc nước Pháp. Xã này có diện tích 17,12 km², dân số năm 1999 là 674 người. Xã nằm ở khu vực có độ cao trung bình 27 mét trên mực nước biển.
Sông Peene Becque chảy qua đây.